# Liste des maires de Château-Arnoux-Saint-Auban
Cet article dresse une liste par ordre de mandat des maires de Château-Arnoux-Saint-Auban.

## Liste des maires

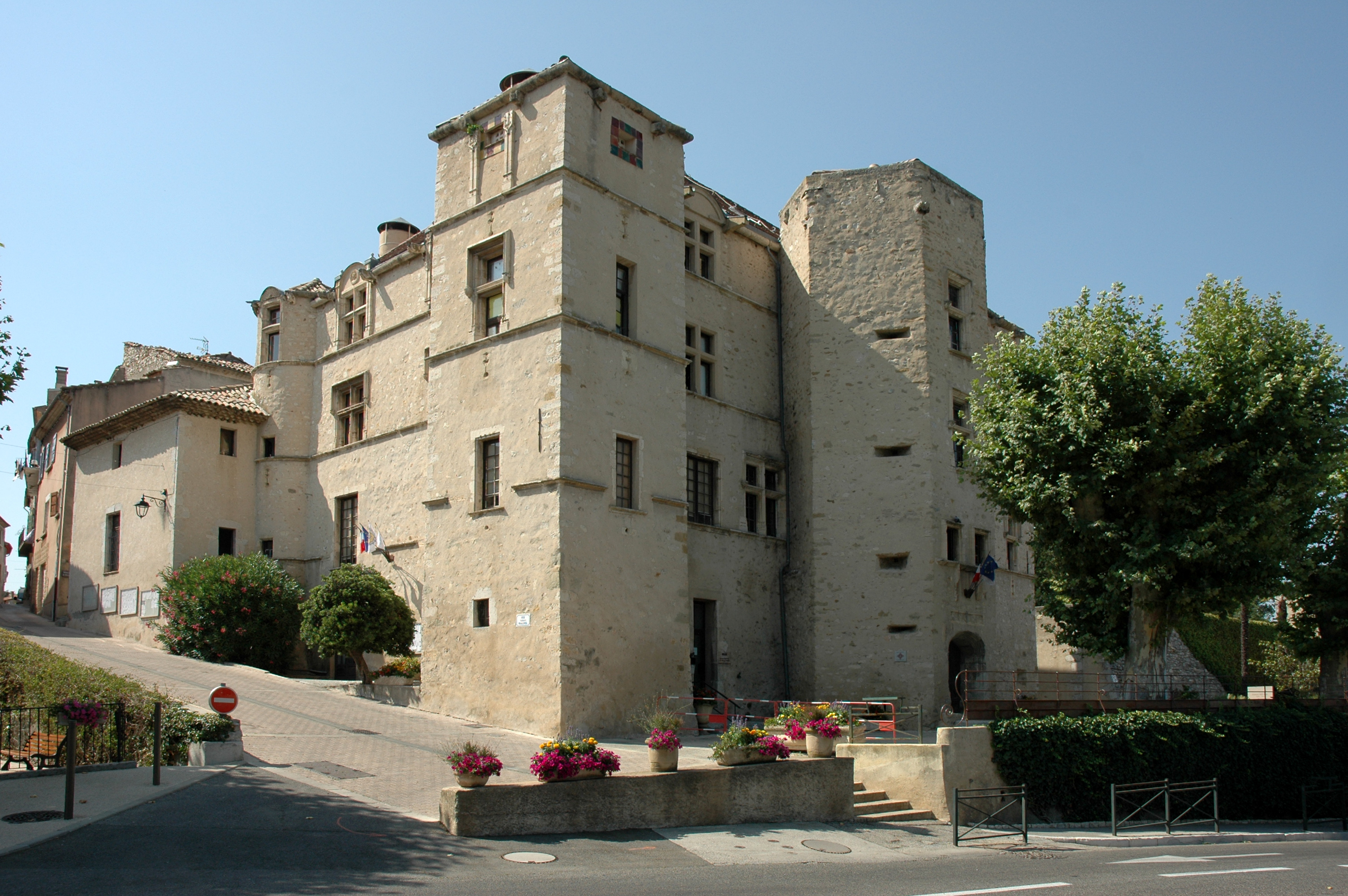
L'hôtel de ville de Château-Arnoux-Saint-Auban.

| Période                                  | Période                   | Identité                   | Étiquette            | Qualité |
| ---------------------------------------- | ------------------------- | -------------------------- | -------------------- | --- |
| Les données manquantes sont à compléter. |                           |                            |                      | |
| 7 mars 1790                              |                           | Pierre Gaubert             |                      | |
| 8 janvier 1792                           |                           | Claude Amayon              |                      | |
| 8 décembre 1792                          |                           | Joseph Orcellet            |                      | |
| Les données manquantes sont à compléter. |                           |                            |                      | |
| An VII                                   | An IX                     | Jean-Gaspard Pulvérailh    |                      | |
| An IX                                    | An XI                     | Pierre François Heyriès    |                      | |
| An XI                                    | 1815                      | Pierre François Ricard     |                      | |
| 1er octobre 1815                         | 1821                      | M. de Lombard              |                      | |
| 30 juin 1821                             | 1838                      | Jacques Ricard (1769-1838) |                      | Colonel d'Empire                                                                                           |
| 11 décembre 1838                         | 1840                      | Jean Honoré Amiel          |                      | |
| 28 septembre 1840                        | 1842                      | Bernard Mévolhon           |                      | |
| 25 septembre 1842                        | 1843                      | Jean-Honoré Brunet         |                      | |
| 22 octobre 1843                          | 1846                      | Bernard Mévolhon           |                      | |
| 9 novembre 1846                          | 1848                      | Toussaint Drivoy           |                      | |
| 20 avril 1848                            |                           | Placide Arnaud             |                      | Démissionnaire                                                                                             |
| 1852                                     | 1860                      | M. Baille                  |                      | |
| 12 août 1860                             | 1862                      | Paul Roux                  |                      | Démissionnaire                                                                                             |
| 21 décembre 1862                         | 1870                      | Jacques Ricard             |                      | |
| 24 septembre 1870                        | 1876                      | Hippolyte Delaye           |                      | Président de la commission municipale Élu maire le 8 mai 1871 Démissionnaire                               |
| 8 octobre 1876                           | 1884                      | Célestin Châteauneuf       |                      | |
| mai 1884                                 | 1888                      | Frédéric Ricard            |                      | |
| mai 1888                                 |                           | Louis Bécarud              |                      | |
| Les données manquantes sont à compléter. |                           |                            |                      | |
| 17 mai 1925                              | 2 août 1935               | Victorin Maurel            |                      | |
| 1935                                     |                           | Marius Villiard            |                      | Conseiller général de Volonne                                                                              |
| Les données manquantes sont à compléter. |                           |                            |                      | |
| 1944                                     | 1945                      | Camille Reymond            | SFIO                 | Résistant Conseiller municipal (1925-1940) Conseiller général de Volonne Député                            |
| 1945                                     | décembre 1965 (démission) | Camille Reymond            | SFIO                 | Résistant Conseiller municipal (1925-1940) Conseiller général de Volonne Député                            |
| 1966                                     | 1968                      | Jean Guyot                 | SFIO                 | Avocat |
| 1968                                     | 1977                      | Louis Joseph               | Divers Gauche        | Résistant et déporté                                                                                       |
| 1977                                     | 2008                      | José Escanez,              | PS puis MDC puis MRC | Conseiller général de Volonne                                                                              |
| 2008                                     | 3 juillet 2020            | Patrick Martellini         | PRG                  | Cadre 1er vice-président de Provence-Alpes Agglomération, (2017-) Président de la CC de la Moyenne Durance |
| 3 juillet 2020                           | En cours                  | René Villard               | PCF                  | Conseiller départemental du Canton de Château-Arnoux-Saint-Auban depuis 2021                               |